# Fördraget om stabilitet, samordning och styrning
|  | Euroområdet (som är bundet av fördragets alla delar) |

|  | Medlemsstater utanför euroområdet som ratificerat fördraget (och är bundna av dess finanspolitiska bestämmelser) |

|  | Medlemsstater utanför euroområdet som ratificerat fördraget (men ej är bundna av dess finanspolitiska bestämmelser) |

Fördraget om stabilitet, samordning och styrning

Fördraget om stabilitet, samordning och styrning, även känt som Europeiska unionens finanspolitiska pakt och europakten, är ett fördrag mellan alla Europeiska unionens medlemsstater. Euroområdets ledare enades den 9 december 2011 om att fördjupa sitt finanspolitiska samarbete och den ekonomiska styrningen för euroområdet genom att ingå en finanspolitisk pakt, som kan ses som en fortsättning av stabilitets- och tillväxtpakten.
Vid förhandlingar inom Europeiska rådet förhindrade Storbritannien och dess premiärminister David Cameron en fördragsändring av Europeiska unionens fördrag som skulle innebära att paktens bestämmelser fogades in i fördraget om Europeiska unionens funktionssätt. Det brittiska vetot tvingade euroområdet tillsammans med nio övriga medlemsstater (alla dåvarande medlemsstater utom Storbritannien) att föreslå bestämmelserna utanför EU:s regelverk. Fördraget antogs därför som ett mellanstatligt fördrag mellan dess signatärstater istället som en del av EU.
Fördragets innehåll antogs informellt av Europeiska rådet den 30 januari 2012 och det undertecknades av signatärstaternas representanter vid Europeiska rådets sammanträde den 2 mars 2012. Alla euroområdets medlemsstater samt ytterligare åtta medlemsstater beslutade att delta i pakten. Endast Storbritannien och Tjeckien valde att stå utanför. Fördraget trädde i kraft den 1 januari 2013, efter att ha ratificerats av tolv euroländer. Fördraget utgör inte en del av unionsrätten. Kroatien, som blev medlem i unionen den 1 juli 2013, anslöt sig till fördraget den 7 mars 2018. Den tjeckiska regeringen som tillträdde i januari 2014 hade som uttalat mål att ratificera fördraget, vilket skedde den 3 april 2019.
Den 6 december 2017 föreslog kommissionen Juncker att de väsentliga delarna av fördraget ska integreras i unionsrätten genom ett direktiv. Direktivet föreslås få verkan den 30 juni 2019.

## Syfte och innehåll
Syftet med pakten är att stärka den ekonomiska styrningen och införa striktare regelverk kring budgetbalans som ett svar på skuldkrisen i Europa. I fördraget återfinns bestämmelser om begränsningar för hur stora budgetunderskott medlemsstaterna får ha, automatiska sanktioner mot medlemsstater som bryter mot regelverket samt bestämmelser om regelbundna toppmöten bland euroområdets ledare. Särskilt den sistnämnda delen var en känslig fråga för de medlemsstater som uttryckt intresse för pakten men som inte använder euron som valuta. Flera av dessa medlemsstater uttryckte krav om att få ha observatörsstatus vid eurotoppmötena i utbyte mot att stödja pakten.
Även om pakten antogs utanför EU:s rättsliga grund, kommer Europeiska unionens institutioner att spela en central roll i fördragets implementering. Europeiska kommissionen kommer att få en övervakande roll och Europeiska unionens domstol en dömande funktion. Europaparlamentets inflytande är dock begränsat, vilket har kritiserats av flertalet ledamöter i parlamentet. Storbritanniens premiärminister David Cameron har också ställt sig kritisk till att EU:s institutioner ska användas för implementeringen av ett avtal som inte är en del av unionsrätten.

## Rättslig form
Pakten antas utan någon rättslig grund i Europeiska unionens fördrag, genom ett mellanstatligt fördrag. Det mellanstatliga fördragets officiella benämning är fördraget om stabilitet, samordning och styrning inom Ekonomiska och monetära unionen mellan Konungariket Belgien, Republiken Bulgarien, Konungariket Danmark, Förbundsrepubliken Tyskland, Republiken Estland, Irland, Republiken Grekland, Konungariket Spanien, Republiken Frankrike, Republiken Italien, Republiken Cypern, Republiken Lettland, Republiken Litauen, Storhertigdömet Luxemburg, Ungern, Malta, Konungariket Nederländerna, Republiken Österrike, Republiken Polen, Republiken Portugal, Rumänien, Republiken Slovenien, Republiken Slovakien, Republiken Finland och Konungariket Sverige. Det upprättades på alla Europeiska unionens officiella språk utom tjeckiska.

## Ratificering
Paktens innehåll godkändes av medlemsstaternas ledare i slutet av januari 2012, för att därefter signeras i mars 2012. Därefter måste pakten ratificeras av medlemsstaterna i enlighet med deras konstitutionella bestämmelser. Fördraget kunde träda i kraft när tolv av euroländerna hade ratificerat den. Pakten innefattar dock endast de medlemsstater som har ratificerat den. Tysklands förbundskansler Angela Merkel har klargjort att ingen medlemsstat kommer att kunna erhålla stöd från Europeiska stabilitetsmekanismen utan att ha ratificerat den finanspolitiska pakten.
Fördraget är öppet för alla andra medlemsstater i EU att ansluta vid ett senare tillfälle. Enligt fördraget ska medlemsstaterna sträva mot att dess innehåll integreras i EU:s fördrag inom fem år från att det har antagits.

## Kritik
Pakten har kritiserats från flera håll. Storbritanniens premiärminister David Cameron krävde undantag från införandet av en gemensam transaktionsskatt inom EU i utbyte mot att godkänna pakten, ett krav som avfärdades av övriga ledare med motiveringen att transaktionsskatten inte har något med pakten att göra. David Cameron har också ifrågasatt möjligheten till att nyttja unionens institutioner för att implementera pakten. Pakten har vidare kritiserats av enskilda ledamöter och politiska grupper i Europaparlamentet för att gå emot gemenskapsmetoden och för att vara överflödig. Paktens förespråkare, med Tysklands förbundskansler Angela Merkel i spetsen, hävdar å sin sida att pakten är nödvändig för att bringa ordning i Europas ekonomi.